# Гогитидзе, Семён Константинович
Семён Константинович Гогитидзе (груз. სიმონ კონსტანტინეს ძე გოგიტიძე, 3 (15) января 1872, с. Чала Озургетского уезда Кутаисская губерния Российская империя — 4 марта 1927, Тифлис) — грузинский врач-педиатр. Доктор медицины (1904), профессор (1912). Основоположник клинической педиатрии в Грузии.

## Биография
Из дворян. Учился в Кутаисской гимназии. В 1897 году окончил Университет святого Владимира в Киеве, оставлен при университете. За пользование казённой стипендией, служил 1,5 года в армии.
Участник русско-японской войны. В 1904—1906 — служил военным врачом 22-го Сибирского военно-санитарного поезда.
С 1909 — приват-доцент Университета святого Владимира и преподаватель Киевского женского медицинского института.
В 1912—1921 годах возглавлял кафедру детских болезней Одесского медицинского института и Одесских высших женских медицинских курсов (1913—1920). Несмотря на трудные годы Первой мировой войны и революции, под руководством профессора В. К. Гогитидзе совершенствовалась система охраны здоровья матери и ребенка. Профессором В. К. Гогитидзе было написано «Руководство для студентов и врачей», в котором подробно освещались вопросы естественного вскармливания и патология желудочно-кишечного тракта у ребенка раннего возраста.
Инициатор создания в 1916 году Одесского общества детских врачей при Новороссийском университете (которое никогда не прекращало работу, являясь научно-практической школой для многих поколений педиатров) и его первый председатель.
В 1921 в Тифлисском университете основал и с тех пор руководил кафедрой детских болезней.

## Избранные труды
Автор фундаментального руководств о питании детей на грузинском языке.
- О переходе жиров пищи в молоко. Экспериментальное исследование. К., 1904;
- Искусственное вскармливание детей в оценке современного врача. К., 1912;
- К казуистике висцеральных кровотечений у новорожденных детей: haematoma gl. suprenalis // Сборник трудов в честь десятилетия профессор. деятельности Владимира Карловича Линдемана. К., 1912;
- Оспа и оспопрививание. О., 1920 (в соавт.).